# قناة الاتجاه الفضائية
قناة الاتجاه الفضائية، هي قناة تلفزيونية عراقية. لدى القناة 500 موظف، مكاتبها تقع في مدينة الكرادة في بغداد وبيروت في لبنان.

## روابط خارجية
- موقع قناة الإتجاة
- قناة الإتجاه الفضائية الإنجليزية